# الدشيرة
الدشيرة هي قرية وجماعة قروية تقع في إقليم العيون بجهة العيون الساقية الحمراء، المغرب، وبلغ عدد سكانها 509 نسمة حسب الإحصاء العام للسكان والسكنى لسنة 2014.

## تاريخ
معركة الدشيرة هي معركة خاضها أبناء القبائل الصحراوية وأعضاء جيش التحرير في 13 يناير 1958 دفاعاً عن الوحدة الترابية.